# K-Citymarket
K-Citymarket est une chaîne d'hypermarchés, basée à Helsinki en Finlande.
K-Citymarket est une filiale de Kesko.

## Les K-Citymarket
En 2018, les K-Supermarkets se situent dans les villes suivantes :

### Uusimaa
- Espoo
  - Iso Omena
  - Sello
- Helsinki
  - Easton
  - Malmi
  - Ruoholahti
- Hyvinkää
- Järvenpää
- Kerava
- Kirkkonummi
- Lohja
- Mäntsälä
- Nurmijärvi (Klaukkala)
- Porvoo
- Vantaa
  - Jumbo
  - Koivukylä
  - Myyrmäki
  - Tammisto
- Vihti (Nummela)

### Kanta-Häme
- Forssa
- Hämeenlinna
  - Hämeensaari
  - Tiiriö
- Riihimäki

### Päijät-Häme
- Heinola
- Lahti
  - Järvenpää
  - Laune
  - Paavola

### Vallée de la Kymi
- Kotka
- Kouvola (Veturi)

### Carélie du Sud
- Imatra
- Lappeenranta

### Finlande propre
- Kaarina (Ravattula)
- Loimaa
- Salo
- Turku
  - Kupittaa
  - Länsikeskus
  - Skanssi

### Satakunta
- Kankaanpää
- Pori
  - Mikkola
  - Puuvilla
- Rauma

### Pirkanmaa
- Nokia
- Pirkkala
- Sastamala
- Tampere
  - Lielahti
  - Linnainmaa
  - Turtola
- Valkeakoski
- Ylöjärvi

### Finlande centrale
- Jyväskylä
  - Keljo
  - Palokka
  - Seppälä
- Jämsä
- Äänekoski

### Ostrobotnie du Sud
- Kauhajoki
- Seinäjoki
  - Jouppi
  - Päivölä

### Ostrobotnie centrale
- Kokkola

### Ostrobotnie
- Pietarsaari
- Vaasa
  - Kivihaka
  - Vaasa Keskusta

### Savonie du Sud
- Mikkeli (Tuppurala)
- Pieksämäki
- Savonlinna

### Savonie du Nord
- Iisalmi
- Kuopio
  - Kolmisoppi
  - Päiväranta
- Varkaus

### Carélie du Nord
- Joensuu
  - Keskusta
  - Pilkko
- Lieksa

### Ostrobotnie du Nord
- Kuusamo
- Oulu
  - Kaakkuri
  - Raksila
  - Rusko
- Raahe
- Ylivieska

### Kainuu
- Kajaani

### Laponie
- Kemi
- Keminmaa
- Rovaniemi (Saarenkylä)
- Tornio

## Galerie de magasins K-Citymarket

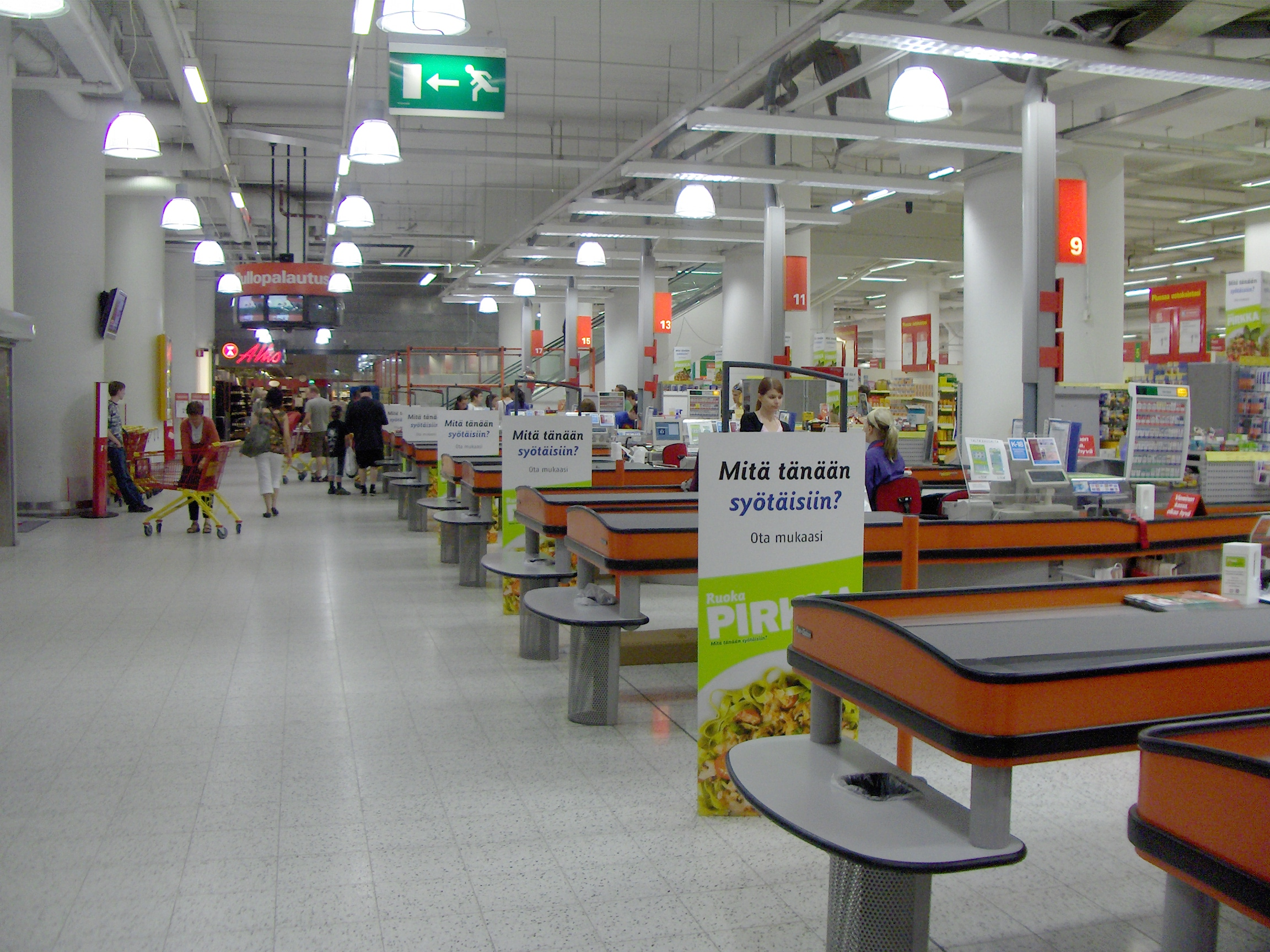
Helsinki: Ruoholahti
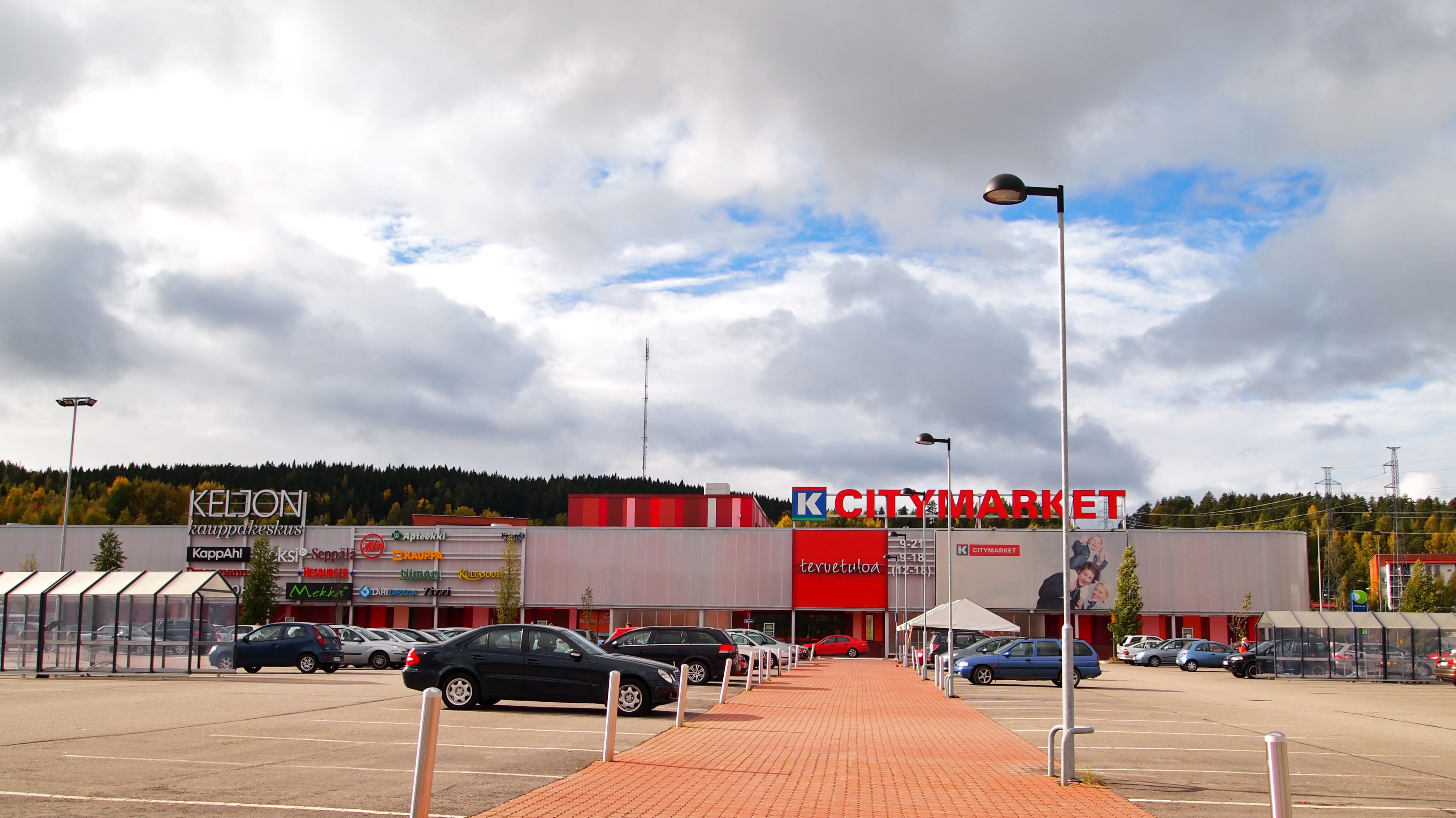
Jyväskylä: Keljo
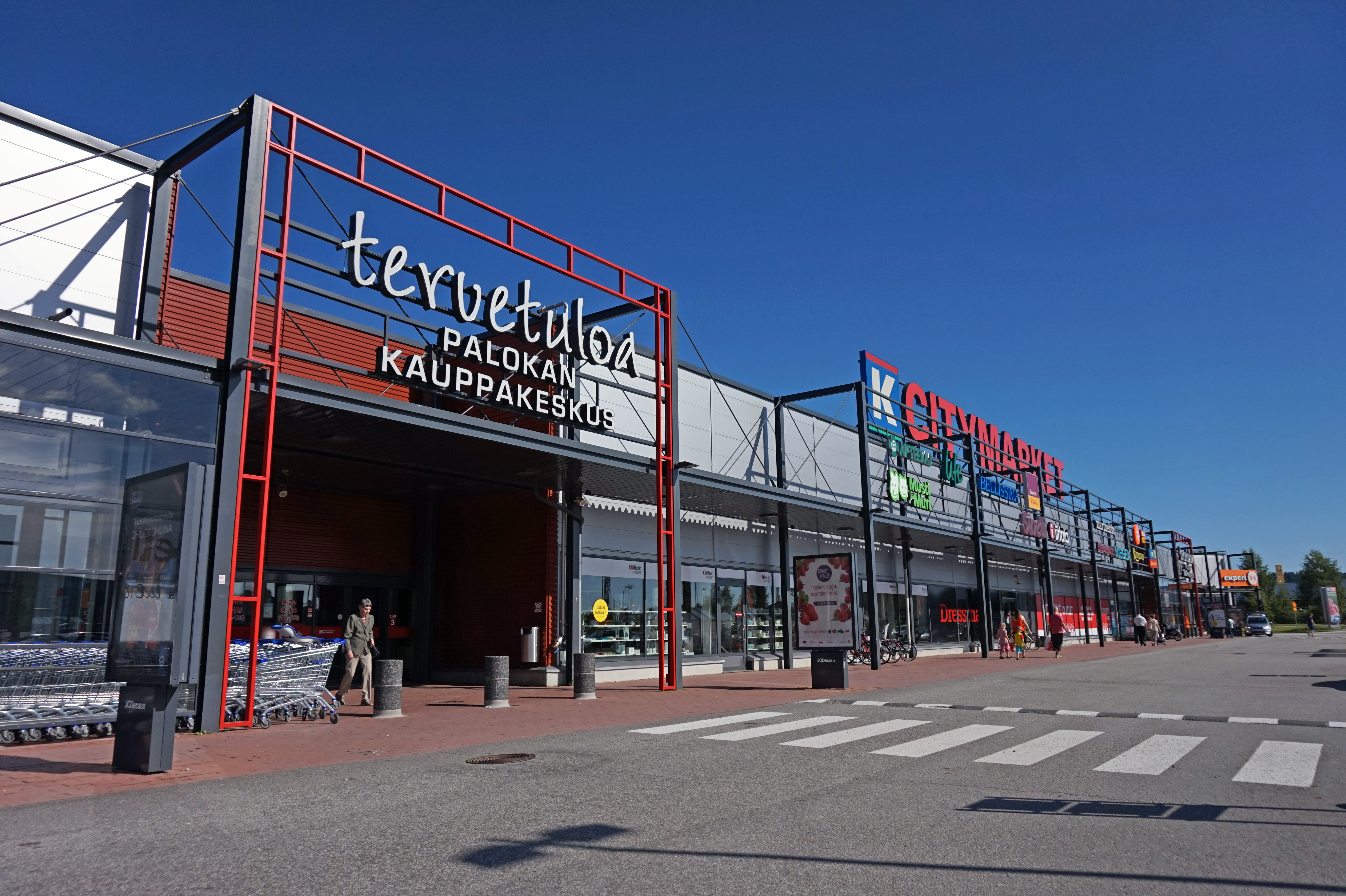
Jyväskylä: Palokka
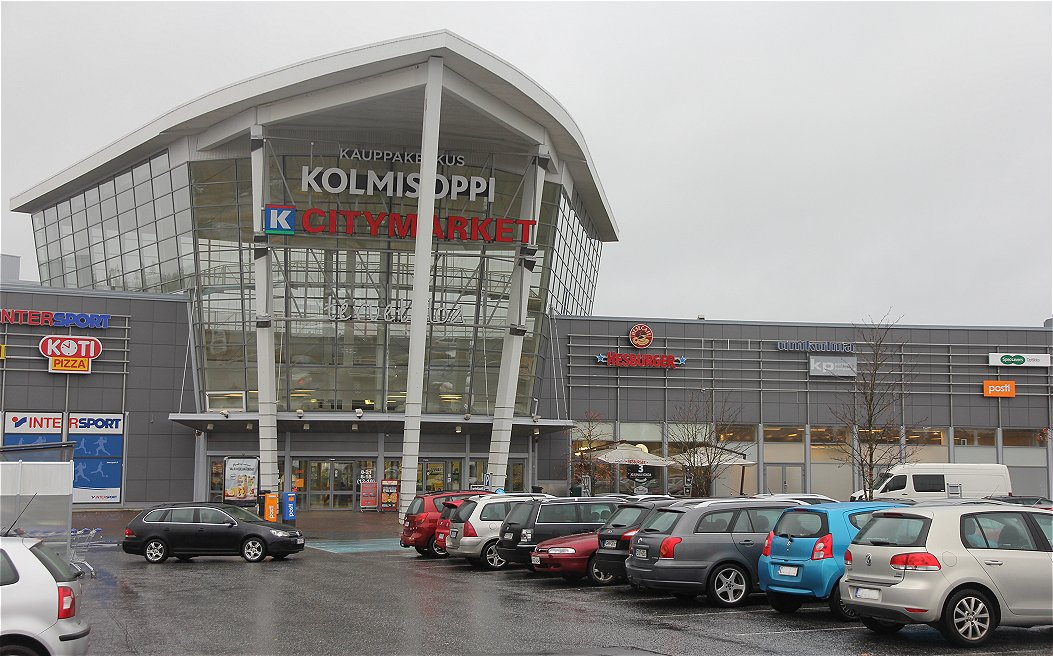
Kuopio: Kolmisoppi
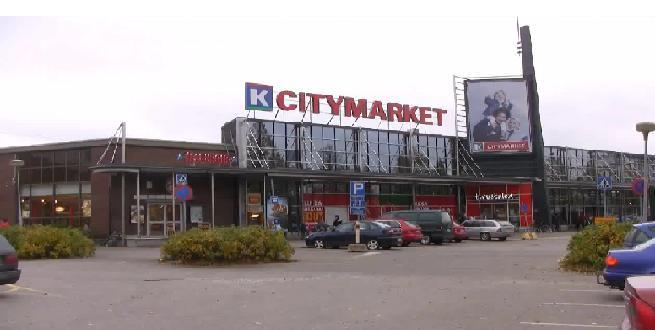
Lahti: Paavola
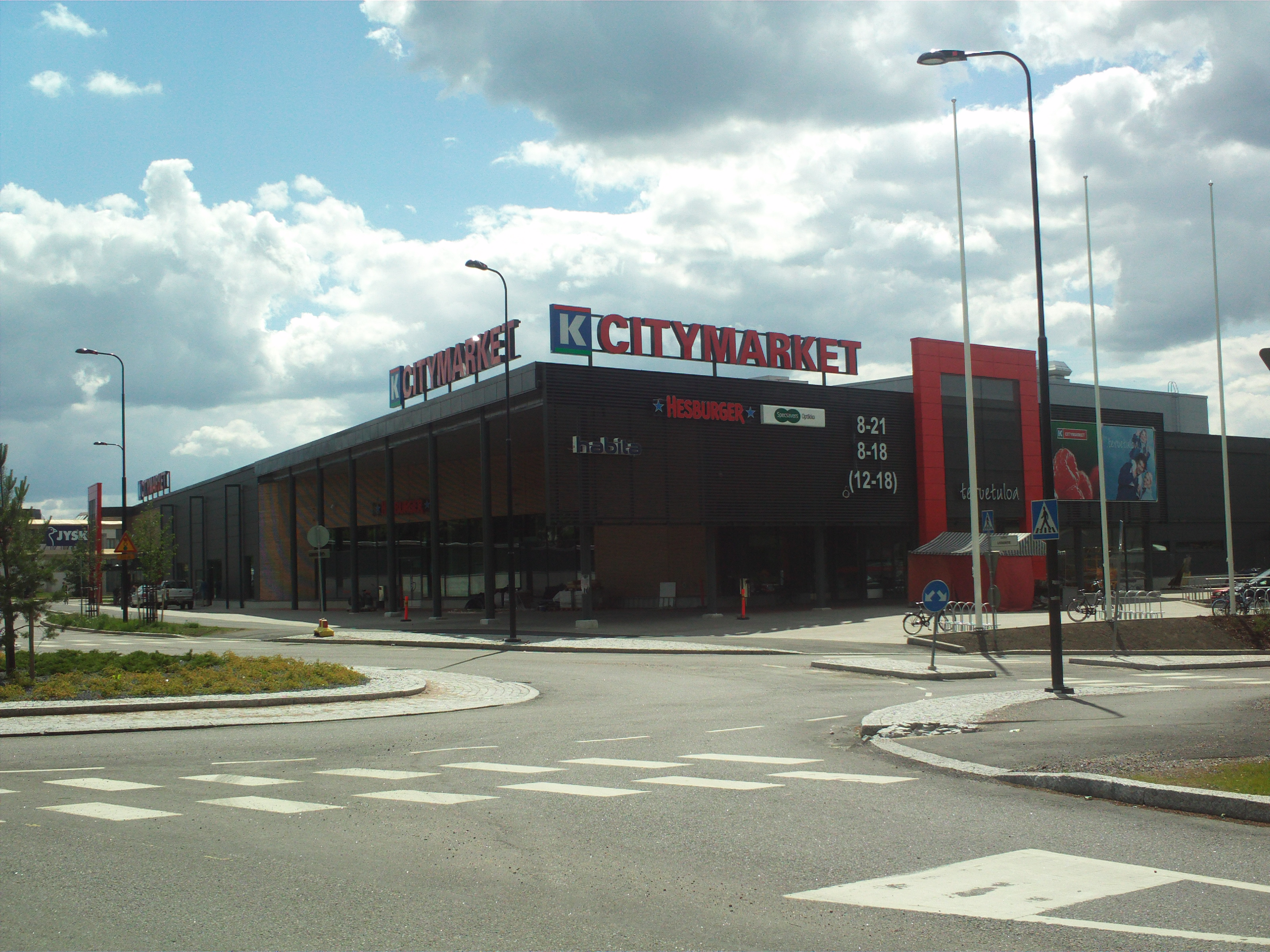
Mäntsälä
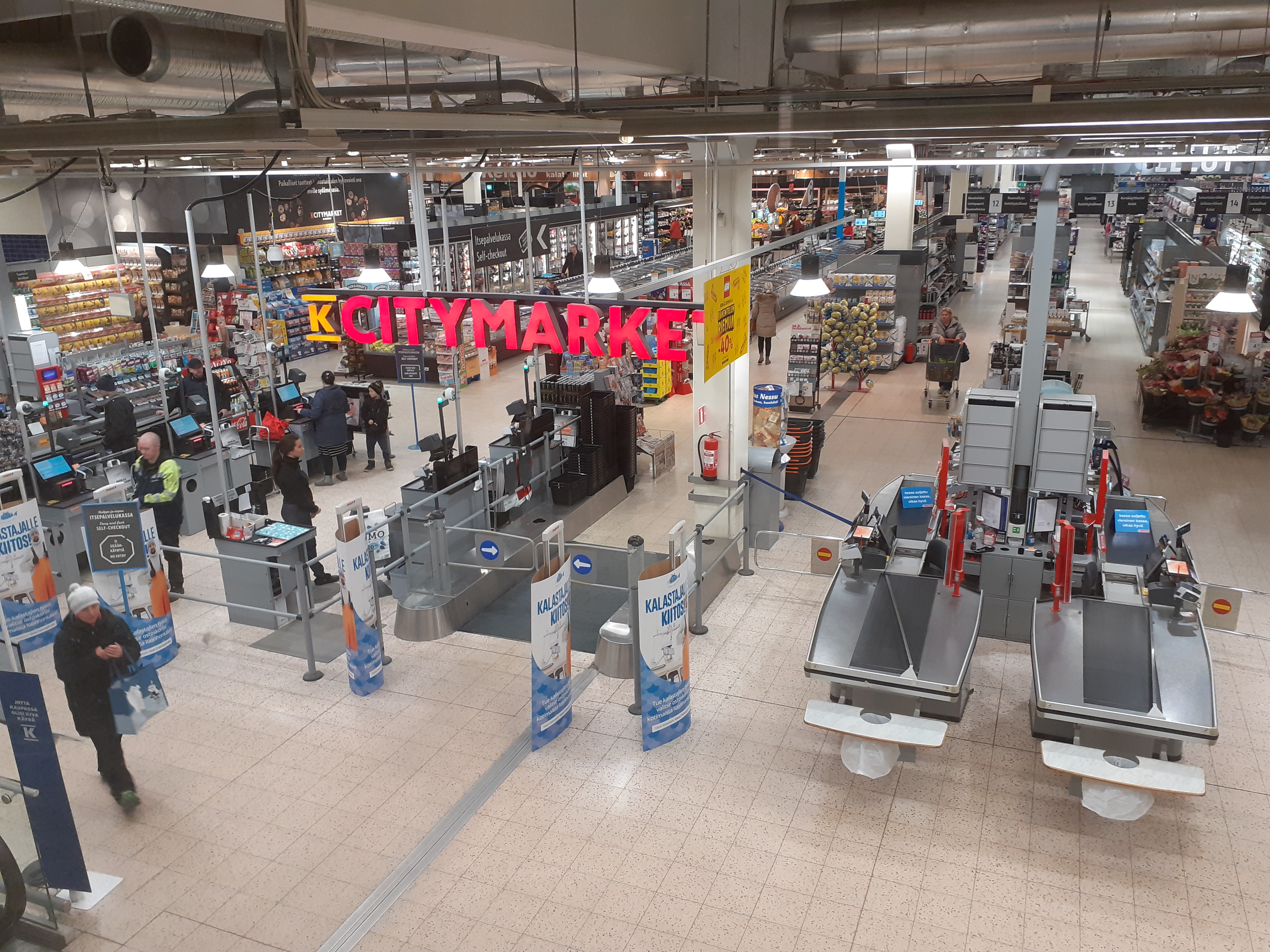
Nurmijärvi: Klaukkala
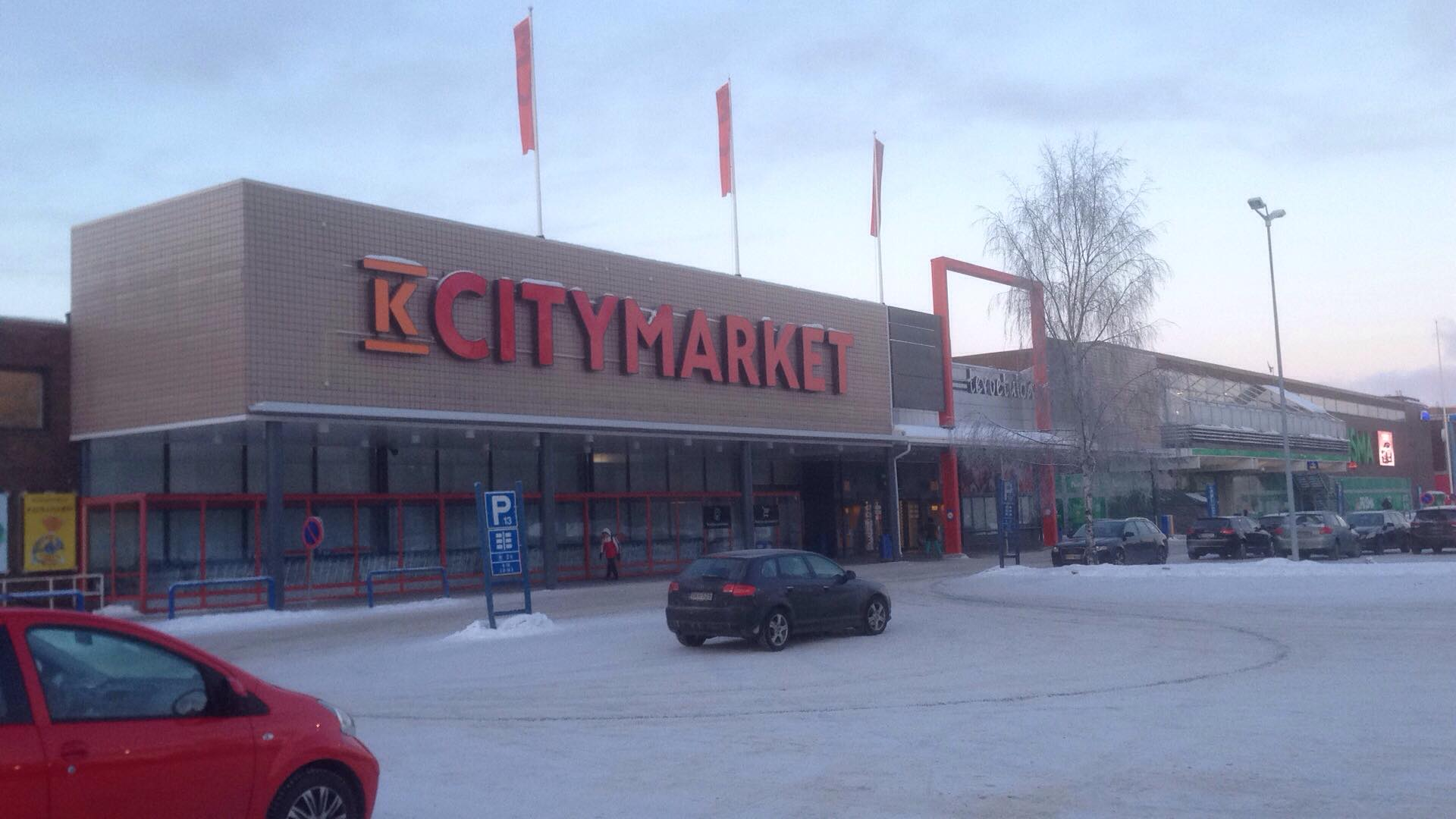
Oulu: Raksila
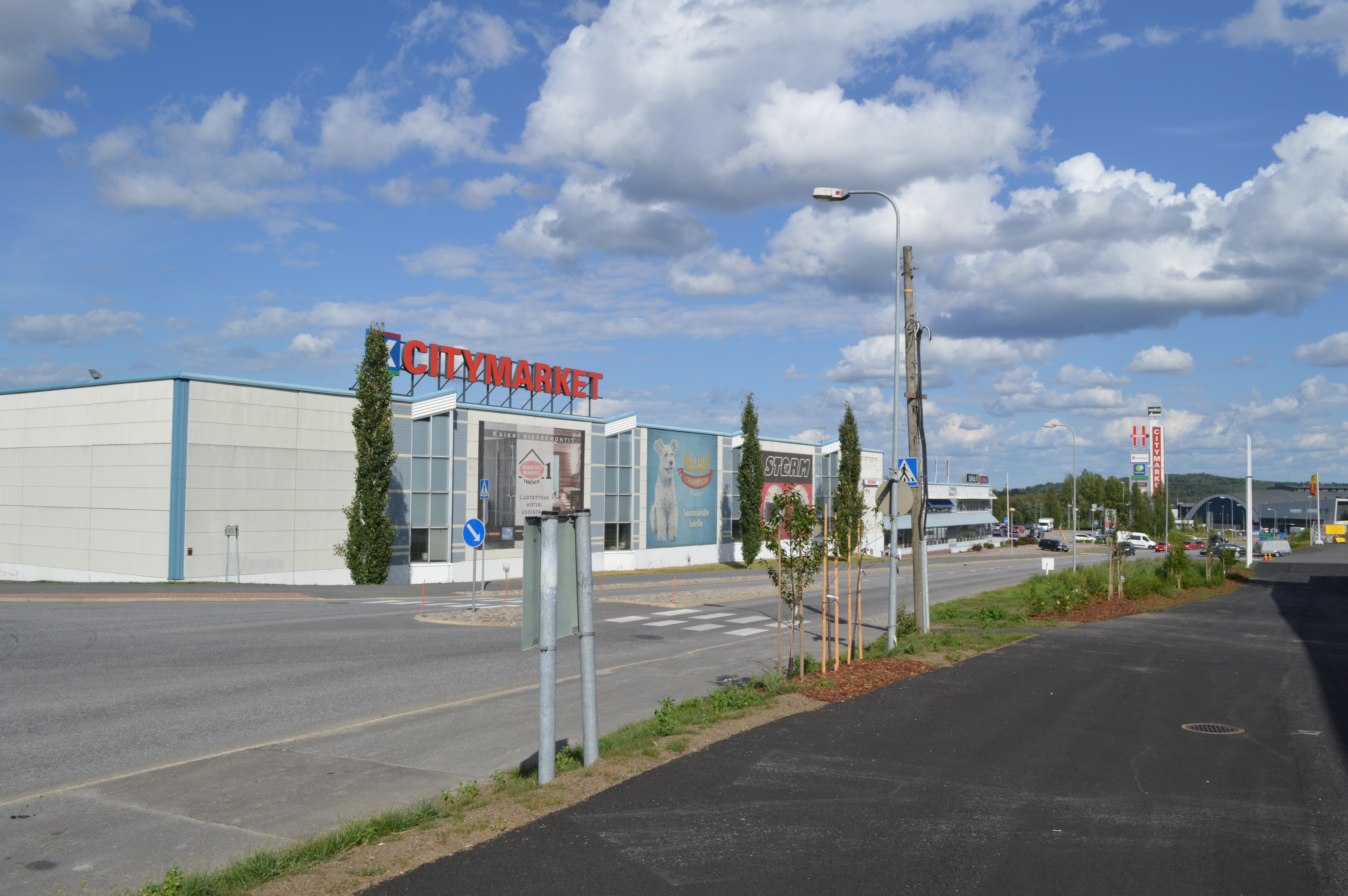
Pirkkala
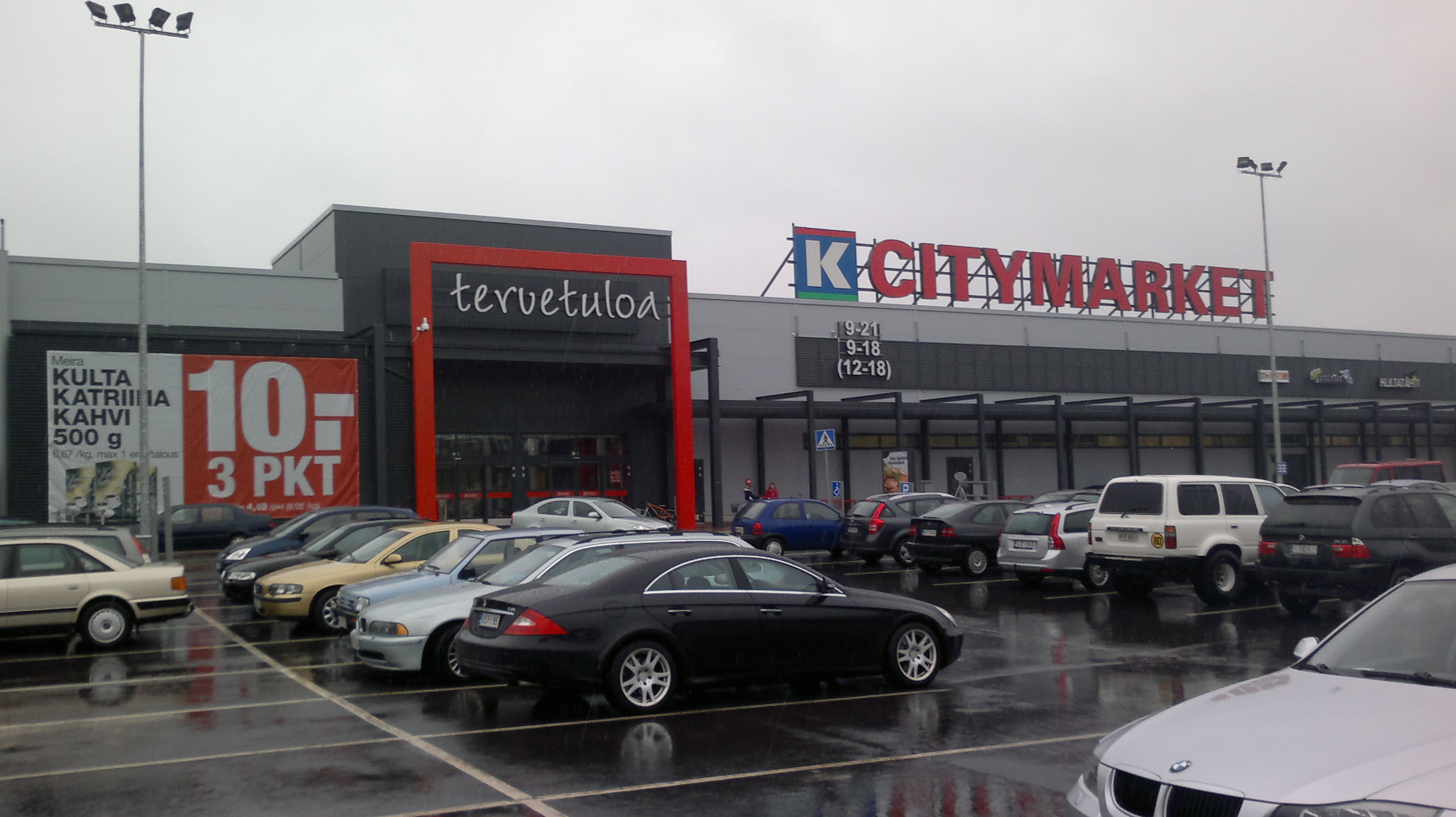
Seinäjoki: Päivölä
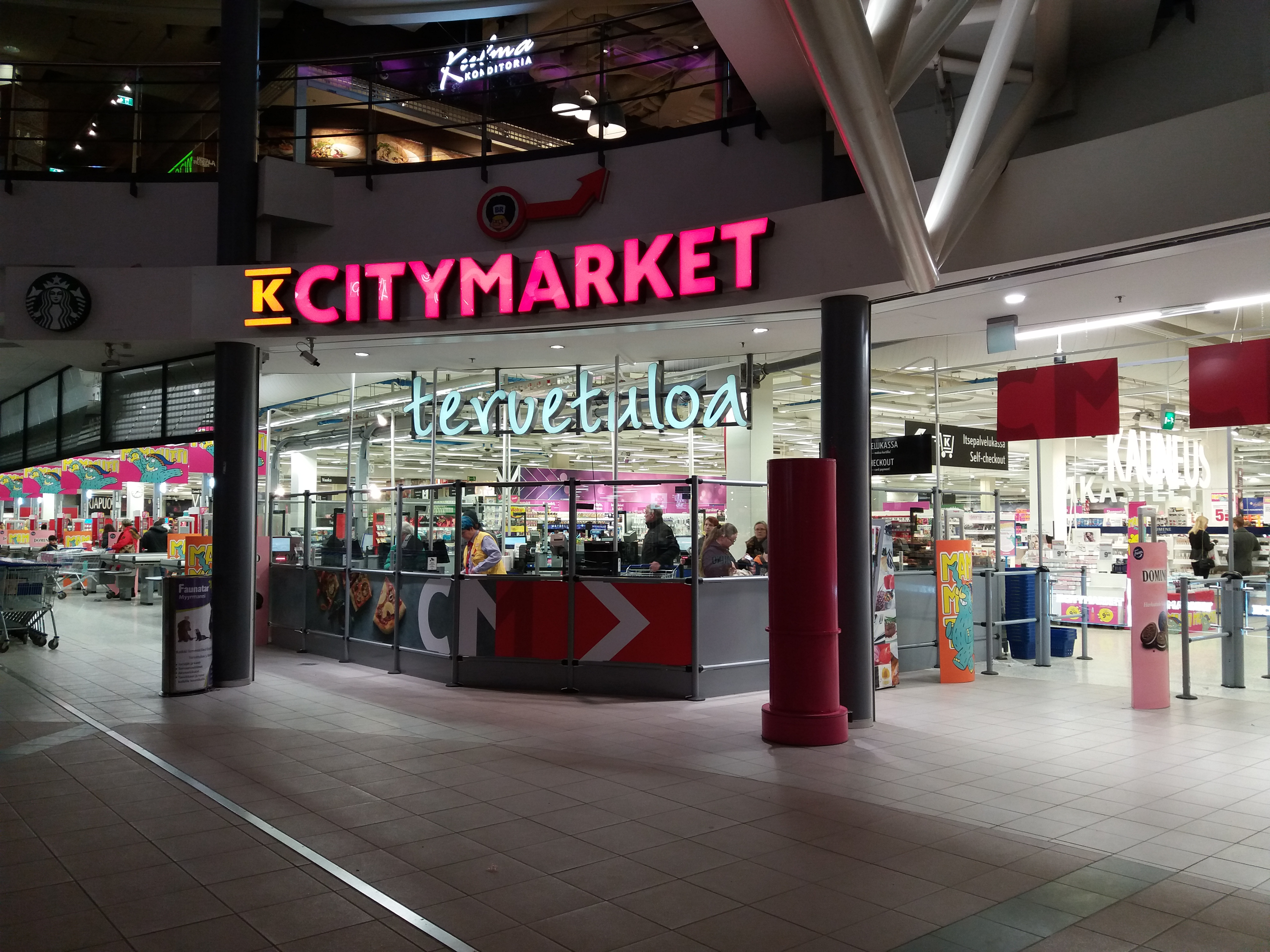
Vantaa: Myyrmäki